# 黄钩尺蛾
黄钩尺蛾（學名：Hyposidra infixaria）是一種尺蛾科灰尺蛾亞科的食葉害蟲，其幼蟲會在茶树、番石榴樹、假鷹爪屬、山檨子屬及石榴屬等物種之上生長。
蛾的翅膀的顏色有很大的變化。

## 分佈
本物種見於印度的西北喜馬拉雅、華南、台灣及原來巽他古陆的所在地，主要在低地的森林裡。